# جيري تايلور
جيري تايلور (بالإنجليزية: Gerry Taylor)‏ (15 أغسطس 1947 في المملكة المتحدة - ) هو لاعب كرة قدم بريطاني في مركز الدفاع. لعب مع سويندون تاون ووولفرهامبتون واندررز ولوس أنجلوس وولفز.

## وصلات خارجية
- جيري تايلور على موقع قاعدة بيانات كرة القدم.إي يو (الإنجليزية)
- جيري تايلور على موقع عالم كرة القدم.نت (الإنجليزية)